# Bill Nicholson
Pour les articles homonymes, voir Nicholson.
Bill Nicholson, OBE, né le 26 janvier 1919 à Scarborough (Angleterre), mort le 23 octobre 2004 à  Hertfordshire (Angleterre), était un footballeur anglais, qui évoluait au poste de milieu de terrain à Tottenham Hotspur et en équipe d'Angleterre. Il a marqué un but lors de son unique sélection avec l'équipe d'Angleterre en 1951.
Après sa carrière de joueur, il est devenu entraîneur. Avec Tottenham, il a alors remporté le doublé championnat / coupe d'Angleterre en 1960-1961, exploit qui n'avait pas été réalisé depuis Aston Villa en 1897.
Bill Nicholson est considéré comme une véritable légende au sein de son club de toujours, le Tottenham Hotspur, en effet une route menant à White Hart Lane porte son nom.

## Carrière de joueur
- 1938-1955 : Tottenham Hotspur

## Palmarès

### En équipe nationale
- 1 sélections et 1 but avec l'équipe d'Angleterre en 1951.

### Avec Tottenham Hotspur
- Vainqueur du Championnat d'Angleterre de football en 1951.
- Vainqueur du Championnat d'Angleterre de football D2 en 1950.
- Vainqueur du Charity Shield en 1951.
- Vice-Champion du Championnat d'Angleterre de football en 1952.

## Carrière d'entraîneur
- 1958-1974 : Tottenham Hotspur

### Avec Tottenham Hotspur
- Vainqueur de la Coupe d'Europe des vainqueurs de coupe de football en 1963.
- Vainqueur de la Coupe UEFA en 1972.
- Vainqueur du Championnat d'Angleterre de football en 1961.
- Vainqueur de la Coupe d'Angleterre de football en 1961, 1962 et 1967.
- Vainqueur de la Coupe de la Ligue anglaise de football en 1971 et 1973.
- Vainqueur du Charity Shield en 1961, 1962 et 1967.
- Finaliste de la Coupe UEFA en 1974.
- Vice-Champion du Championnat d'Angleterre de football en 1963.